# Liste der Bodendenkmale in Pölitz
In der Liste der Bodendenkmale in Pölitz sind die Bodendenkmale der Gemeinde Pölitz nach dem Stand der Bodendenkmalliste des Archäologischen Landesamts Schleswig-Holstein von 2016 aufgelistet. Die Baudenkmale sind in der Liste der Kulturdenkmale in Pölitz aufgeführt.
| Denkmal-ID           | Befundart          | Bezeichnung                                  | Zeitstellung | Lage | Bemerkungen | Bild |
| -------------------- | ------------------ | -------------------------------------------- | ------------ | ---- | ----------- | ---- |
| aKD-ALSH-Nr. 004 856 | Befestigung > Burg | Burg/Motte/Ringwall/Turmhügel „de Freedbarg“ | Mittelalter  |      |             |      |
| aKD-ALSH-Nr. 004 857 | Befestigung > Burg | Burg/Motte/Ringwall/Turmhügel                | Mittelalter  |      |             |      |